# Асіябак-е Банд
Асіябак-е Банд (перс. اسيابك بند) — село в Ірані, у дегестані Нур-Алі-Бейк, у Центральному бахші, шагрестані Саве остану Марказі. За даними перепису 2006 року, його населення становило 412 осіб, що проживали у складі 103 сімей.

## Клімат
Середня річна температура становить 17,50 °C, середня максимальна – 35,67 °C, а середня мінімальна – -4,00 °C. Середня річна кількість опадів – 267 мм.
| Клімат поселення                              | Клімат поселення | Клімат поселення | Клімат поселення | Клімат поселення | Клімат поселення | Клімат поселення | Клімат поселення | Клімат поселення | Клімат поселення | Клімат поселення | Клімат поселення | Клімат поселення | Клімат поселення |
| Показник                                      | Січ.             | Лют.             | Бер.             | Квіт.            | Трав.            | Черв.            | Лип.             | Серп.            | Вер.             | Жовт.            | Лист.            | Груд.            |                  |
| Середній максимум, °C                         | 13,04            | 15,58            | 19,52            | 26,00            | 31,04            | 35,50            | 35,67            | 34,36            | 30,76            | 25,02            | 18,82            | 12,65            |                  |
| Середня температура, °C                       | 4,52             | 7,07             | 11,02            | 17,48            | 22,54            | 26,99            | 29,52            | 28,21            | 24,61            | 18,88            | 12,66            | 6,51             |                  |
| Середній мінімум, °C                          | −4               | −1,44            | 2,50             | 8,97             | 14,02            | 18,48            | 23,37            | 22,05            | 18,45            | 12,72            | 6,52             | 0,36             |                  |
| Норма опадів, мм                              | 41               | 37               | 45               | 30               | 21               | 4                | 1                | 1                | 1                | 16               | 28               | 42               |                  |
| Середньомісячна швидкість вітру, м/с          | 1.58             | 2.22             | 2.93             | 3.24             | 3.20             | 3.00             | 3.19             | 3.06             | 2.47             | 2.35             | 2.05             | 1.65             |                  |
| Середньомісячна сонячна радіація, кДж/м²·день | 9135             | 11979            | 14486            | 18110            | 21993            | 25997            | 25442            | 23324            | 20043            | 14771            | 10854            | 8747             |                  |
| --------------------------------------------- | ---------------- | ---------------- | ---------------- | ---------------- | ---------------- | ---------------- | ---------------- | ---------------- | ---------------- | ---------------- | ---------------- | ---------------- | ---------------- |
| Джерело:                                      |                  |                  |                  |                  |                  |                  |                  |                  |                  |                  |                  |                  |                  |